# Giovanni Battista Riccioli

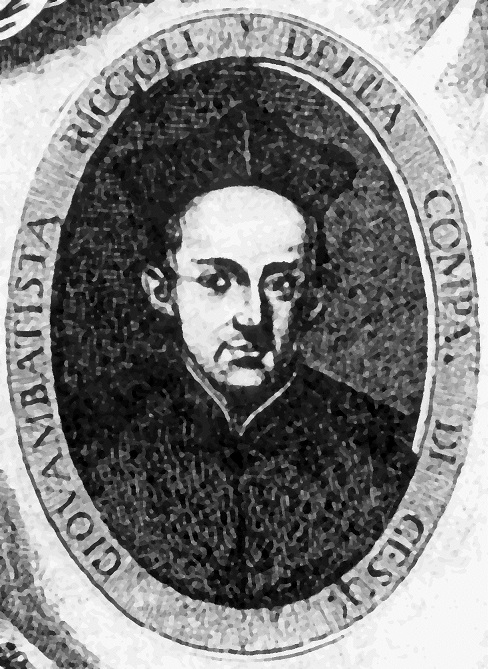
Giovanni Battista Riccioli

Giovanni Battista Riccioli, född 17 april 1598 i Ferrara, död 25 juni 1671 i Bologna, var en italiensk astronom.
Riccioli var jesuit och lärare i filosofi, teologi och astronomi vid flera ordenskollegier, sist i Bologna. Han var en duktig observatör och skicklig skriftställare, men motståndare till det copernicanska systemet. Hans huvudarbete, Almagestum novum, astronomiam veterem novamque complectens, observationibus aliorum et propriis, novisque theorematibus, problematibus et tabulis promotam (1651) innehåller många detaljer av stort historiskt intresse. Riccioli gav namn åt företeelser på månen såsom månhavet Palus Putredinis.